# Capitole de l'État du Minnesota
Le Capitole de l'État du Minnesota est le siège du gouvernement, de la législature (Sénat et Chambre des représentants) et de la Cour suprême de l'État.  Il est situé sur une colline dominant le centre-ville de Saint Paul, capitale de l'État.

## Description
Le bâtiment a été construit entre 1896 et 1905 par l'architecte Cass Gilbert. Il est surmonté d'un dôme de marbre sur le modèle de la Basilique Saint-Pierre de Rome. Le bâtiment a été entièrement restauré en 2013-2017. Il s'agit du troisième bâtiment à cet effet: le premier Capitole a été détruit par un incendie en 1881 et le second achevé en 1883, mais a été considéré comme trop petit presque immédiatement. Au-dessus de l'entrée sud du bâtiment se trouve un quadrige doré intitulé Le progrès de l'État, œuvre des sculpteurs Daniel Chester French et Edward Clark Potter. 
La structure a été inscrite au registre national des lieux historiques en 1972.

## Source
- (en) Cet article est partiellement ou en totalité issu de l’article de Wikipédia en anglais intitulé « Minnesota State Capitol » (voir la liste des auteurs).